# Candy Cutie
Candy Cutie (キャンディー キューティー?) è il sesto singolo del duo di musica elettronica giapponese Capsule, pubblicato il 21 maggio 2003, sotto l'etichetta Yamaha Music Communications.

## Tracce
1. Candy Cutie (キャンディー キューティー?) feat. Sonic Coaster Pop - 3:40
2. Call me call me - 3:54
3. Candy Cutie (キャンディー キューティー?) (Monkey Party mix: KOFTA) - 3:41
4. Candy Cutie (キャンディー キューティー?) (no----Nashville mix: Plus-Tech Squeeze Box) - 2:25